# Кербулакски район
Кербулакски район (на казахски: Кербұлақ ауданы) е съставна част на Жетъсуска област, Казахстан, с обща площ 11 480 км2 и население 48 134 души (по приблизителна оценка към 1 януари 2020 г.). Мнозинството от населението са казахи (59,2 %), следвани от руснаците (22,9 %).
Административен център е Сариозек.